# 台灣英文雜誌社
台灣英文雜誌社股份有限公司，簡稱台英、FMP，是臺灣一家成立於1946年的外文雜誌代理發行公司，1946年9月由陳國政成立，總部位於台北市。代理讀者文摘、彭博商業周刊、經濟學人、時代雜誌兒童版等雜誌在台灣發行，截至2016年代理雜誌共有300多種。
台灣英文雜誌社與名稱近似之台灣英文出版社（台英社）無任何關係。

## 歷史
- 1946年9月：陳國政於台北市民生西路創立台灣英文雜誌社，引進時代雜誌、生活雜誌、讀者文摘等雜誌。[1]
- 1949年：設立門市，直接販賣進口雜誌，並建立發行網絡，推動發行刊物進入國民學校，逐步奠定雜誌發行基礎。[2]
- 1980年代：業務擴展到電話銷售，發行刊物從外文雜誌延伸到外國童書作品與幼兒教養圖書，在台推動「親子共讀」的家庭教育，並於2000年翻譯出版松居直親子共讀圖畫書《幸福的種子》[3]
- 1984年：受英文漢聲出版公司指定為《漢聲小百科》初版各冊總經銷。
- 1990年代：出版外國兒童圖畫書。
- 1993年台灣英文雜誌社出資贊助創立「陳國政兒童文學獎」，爲當時兒童文學界的年度盛事[4]。

## 外部連結
- 台灣英文雜誌社 （页面存档备份，存于）